# Sreemangal
Sreemangal è un sottodistretto (upazila) del Bangladesh situato nel distretto di Maulvi Bazar, divisione di Sylhet. Si estende su una superficie di 450,74 km² e conta una popolazione di 230.889 abitanti (dato censimento 1991).